# Odontites bocconei
Odontites bocconei är en snyltrotsväxtart. Odontites bocconei ingår i släktet rödtoppor, och familjen snyltrotsväxter.

## Underarter
Arten delas in i följande underarter:
- O. b. angustifolia
- O. b. bocconei